# Gold City
Gold City Quartet ou simplesmente Gold City, é um grupo vocal cristão norte-americano do gênero Southern Gospel, baseado em Gadsden, Alabama, em atividade desde 1980.

## História

### Primeiros Anos - 1980-1985
O grupo surgiu a partir do extinto The Christianairs, baseado em Mississippi. No início de 1980, o empresário Floyd Beck adquiriu os direitos do quarteto The Christianairs, que à época contava com Bob Oliver como primeiro tenor, Jerry Ritchie como segundo tenor (ou lead singer, conforme a nomenclatura americana), Ken Trussell como barítono, Dallas Gilliland como baixo e Larry Goddard como pianista. Com a aquisição dos direitos, Beck levou o grupo para a cidade de Dahlonega, estado da Georgia. Por ser uma cidade influenciada pela Corrida do Ouro do final da década de 1970, o grupo acabou por receber o nome de Gold City Quartet (em tradução livre, quarteto da cidade do ouro).
Entretanto, poucos meses depois da re-criação do grupo, várias mudanças na formação ocorreram. Dallas Gilliland e Larry Goddard deixaram seus postos, sendo que Gilliland definitivamente, e Goddard passou a tocar contrabaixo. Seus substitutos foram, respectivamente, Harold McVey e John Reinhart, Jr., sendo que McVey também não ficou muito tempo, sendo substituído por Tim Riley. Ao integrar o quarteto, Riley adquiriu os direitos que pertenciam a Floyd Beck, passando a ser proprietário do grupo.
Ainda em 1980, fizeram sua primeira aparição na National Quartet Convention, evento que reúne os maiores expoentes do gênero Southern Gospel, e no ano seguinte, lançaram seus quatro primeiros discos, First Day In Heaven, We Believe, Sing Golden Nuggets (patrocinado pela empresa mineradora local Golden Nuggets) e Songs Of Days Gone By. 
Em 1982, o grupo lançou I've Got a Feeling pouco antes de o tenor Bob Oliver e o pianista John Reinhart, Jr. deixarem o grupo, sendo substituídos respectivamente por Brian Free e Garry Jones. Ainda naquele ano, o grupo lançou seu primeiro disco ao vivo, Gold City: Live. Em 1983, foi lançado I Think I'll Read It Again, obtendo um grande sucesso, especialmente com a música tema e Hello Mama. Ainda naquele ano, Brian Free e o barítono Ken Trussell deixaram o grupo. Para a vaga de Free foi contratado Benny Blackburn, enquanto o lead Jerry Ritchie passou a ocupar a posição de barítono, sendo substituído por Bill Crittendon. Ainda em 1983 o grupo lançou mais 3 discos, Hymns Sung By The Gold City Quartet e Higher Than The Moon.
Em 1984, o grupo lançou Walking With Jesus pouco antes de Brian Free retornar ao grupo, substituindo Blackburn, enquanto Ivan Parker substituia Crittendon como lead singer. Naquele ano o grupo lançou ainda, já com a nova formação, Walk On. Em 1985, Jerry Ritchie, o último integrante da formação original, anunciou sua saída do grupo. Seu substituto foi Mike LeFevre, da prestigiada família LeFevre, uma das famílias mais tradicionais do gênero Southern Gospel. Um pouco antes da saída de Ritchie, o grupo havia lançado o álbum Sing With The Angels.

### A Era de Prata - 1985-1993
Com a entrada de LeFevre no quarteto, o grupo experimentou uma grande sucesso nos anos seguintes, sendo essa época nomeada por muitos como A Era de Ouro do Gold City Quartet. Naquela época, o grupo mudou sua base de atividades de Dahlonega, Georgia para Gadsden, Alabama. Nessa época o grupo ganhou vários prêmios coletivos (Quarteto Favorito pela Singing News Magazine) e individuais (para as respectivas vozes, também pela Singing News). A formação com Brian Free, Ivan Parker, Mike LeFevre e Tim Riley é considerada a primeira formação clássica do Gold City.
Durante essa época, o grupo lançou vários álbuns: Double Take: Live; Your Favorite Hymns (1986), Movin' Up (1987), Portrait; Voices Of Christmas (1988), Favorite Hymns Vol. 2; Goin' Home (1989), Windows Of Home (1990), Answer The Call (1991), A Ten Years Celebration Live (1991), e Pillars Of Faith (1992), cuja canção There Rose a Lamb ganhou prêmio de Canção do Ano da Gospel Music Association, e rendeu a Ivan Parker o prêmio de Vocalista do Ano. Além desta, outras canções que se destacaram desta época foram: God's Got Other Plans For You, Hezekiel Saw The Wheel, Midnight Cry (que também recebeu prêmio de Canção do Ano), The Greatest Of All Miracles, Beneath This Armor, e When I Get Carried Away.
Em 1992, o grupo iniciou uma parceria com o Kingsmen Quartet, que rendeu quatro álbuns ao vivo com os dois grupos, intitulados de Kings Gold, lançados em 1992, 1993, 1995 e 1996. No final de 1992, Mike LeFevre anunciou sua saída do grupo, sendo substituído por Steve Lacey. Com Lacey, o grupo lançou o álbum Acapella Gold, e a coletânea Requested Hymns em três volumes, todos eles em 1993.

### A Era de Ouro - 1993-2002
Em 1994, Tim Riley promoveu uma grande reformulação do grupo. Brian Free, Ivan Parker e Garry Jones deixaram o grupo. Free formou o trio Brian Free & Assurance, que contava com o ex-Gold City Mike LeFevre; Parker embarcou em carreira solo, enquanto Jones ficou apenas trabalhando em studio. Jay Parrack, filho do lendário tenor do Kingsmen Quartet, Johnny Parrack, foi contratado como tenor; Steve Lacey, remanescente da formação anterior, passou a cantar o segundo tenor, enquanto Mark Trammell, já conhecido por suas passagens pelo Kingsmen Quartet, Cathedral Quartet e Greater Vision, foi contratado como barítono. O pianista substituto de Jones foi David Brooks.
Ainda em 1994, Lacey deixou o grupo, sendo substituído por David Hill. Naquele mesmo ano, o grupo lançou três álbuns: Classics, com canções gravadas anteriormente pelo grupo, mas agora regravadas com os vocais dos novos componentes e alguns arranjos novos; Renewed, com canções inéditas, destacando as vozes dos novos componentes; e Lord Do It Again, também com canções inéditas.
Apesar de ser considerada A Era de Ouro por alguns, a década de 1990 foi uma fase bastante turbulenta, com várias mudanças de componentes, especialmente os pianistas. Entretanto, tais mudanças não afetaram significativamente a sonoridade do grupo, nem seu sucesso. Em 1995, foi lançado o álbum Standing In The Gap, que popularizou a música I'm Not Giving Up. Naquele ano, David Brooks deixou o grupo, sendo substituído por Shane Jenkins e logo depois por Randy Matthews. Em 1996, David Hill deixou o grupo, sendo substituído por Jonathan Wilburn, dando início à segundo formação clássica do Gold City.
Ainda em 1996 o grupo lançou os álbuns Having Fun e Preparing The Way, que popularizou a canção It's Still The Cross, com participação de Daniel Riley, filho de Tim Riley e engenheiro de áudio do grupo. No ano seguinte, foi lançado o segundo álbum natalino do grupo Home For The Holidays, e também o álbum What a Great Lifestyle, com destaque para a canção tema, e também para God's Building a Church, outra favorita de público. Ainda em 1997, houve duas mudanças, ambas com pianistas: Randy Matthews deu lugar a Byron Stewart, que por sua vez foi substituído por Tim Parton. 
Em 1998, foi lançado o álbum Within The Rock, e um CD/VHS ao vivo em Dublin, Irlanda. No ano seguinte, uma nova coletânea de hinos, Amazing Grace: A Hymn Collection. O álbum marcou a saída de Tim Parton, sendo substituído pelo pianista Channing Eleton. Ainda em 1999 foi lançado Signed, Sealed, Delivered.
Em 2000, o grupo comemorou 20 anos de carreira com a coletânea em dois discos 20th Anniversary Celebration. No mesmo ano o grupo lançou Are You Ready?, e em 2001, o álbum Pressed Down, Shaken Together, Runnig Over, o último de Mark Trammell com o Gold City, visto que no início de 2002 ele deixou o grupo. Trammell formou o Mark Trammell Trio, que em 2010 tornou-se Mark Trammell Quartet com a adição do baixo Pat Barker.

### A Era Riley - 2002-Presente
Com a saída de Trammell, Daniel Riley, filho de Tim Riley e engenheiro de áudio do grupo, assumiu a posição de barítono. Daniel já havia cantado em outras ocasiões substituindo Trammell, e fizera uma participação especial na música It's Still The Cross, em 1996. Daniel também assumiu o gerenciamento do grupo, que até então corria por conta de seu pai. Em 2002, o grupo lançou o álbum Camp Meetin', o primeiro com Daniel. No ano seguinte, dois álbuns: Walk The Talk e A Gold City Christmas. Ainda em 2003, Jay Parrack deixou o grupo, sendo substituído pelo jovem tenor Steve Ladd, que até então cantava com The Anchormen. Ladd regravou o álbum natalino lançado em 2003, e no ano seguinte, o grupo lançou First Class.
Em meados de 2004, pouco depois do lançamento de First Class, e para a surpresa de muitos, o baixo Tim Riley, integrante do grupo desde 1980, anunciou seu desligamento do grupo. O substituto foi escolhido pelo próprio Riley, Bill Lawrence, que havia cantado com o agora quarteto Brian Free & Assurance. Naquele mesmo ano, já com Lawrence, o Gold City gravou First Class Live, que já estava planejado antes da saída de Riley. No ano seguinte, foi lançado o 44º álbum do grupo, Heaven, com Steve Ladd, Jonathan Wilburn, Daniel Riley, Bill Lawrence e Channing Eleton. No final daquele ano, Eleton anunciou sua saída do grupo, sendo substituído pelo jovem Josh Simpson.
Em janeiro de 2006, Doug Riley, filho de Tim Riley e irmão de Daniel Riley, sofreu um acidente automobilístico e veio a falecer. Doug era baterista e engenheiro de áudio do grupo. Com a morte de Doug, Daniel decidiu dissolver a banda que acompanhava o quarteto, conhecida como Band Of Gold (em tradução livre, banda de ouro), passando a se apresentar apenas com o pianista e playback. Ainda naquele ano, Bill Lawrence deixou o grupo, sendo substituído pelo ex-The Anchormen, Palmetto State Quartet, Aaron McCune. No mesmo ano, foi lançado o álbum Revival.
No início de 2008, Jonathan Wilburn, segundo tenor desde 1996, anunciou sua saída do grupo. Wilburn é o terceiro integrante a permanecer mais tempo no grupo, atrás apenas de Tim e Daniel Riley. Seu substituto foi Bruce Taliaferro, e ainda naquele ano, foi lançado o álbum Moment Of Truth.
A partir de 2009, o grupo passou por uma alta rotatividade de membros, especialmente com os tenores. Naquele ano, Steve Ladd, Josh Simpson e Aaron McCune deixaram o grupo, sendo substituídos por Chris Cooper, Roy Webb (ex-pianista do Ernie Haase & Signature Sound) e Tim Riley, que voltou ao grupo depois de quase 6 anos. Cooper, entretanto, permaneceu pouco tempo no grupo, sendo substituído por Joshua Cobb, ex-tenor do Legacy Five. Em 2010 foi lançado o álbum A Collection Of Favorites Vol. 1, sendo que Cobb, Taliaferro e Webb deixaram o grupo no final do mesmo ano.
Ainda em 2010, Brent Mitchell, Craig West e Bryan Elliott passaram a integrar o grupo, substituindo Joshua Cobb, Bruce Taliaferro e Roy Webb, respectivamente. Entretanto, no primeiro semestre de 2011, Mitchell e West deixaram o grupo, dando lugar a Dan Keeton e Jerry Pelfrey. Naquele ano, foi lançado o álbum Somebody's Coming, o primeiro com a maioria de músicas inéditas desde Moment Of Truth em 2008. Após quase dois anos com a formação estável, novas mudanças vieram no início de 2013, quando Keeton anunciou sua saída do grupo, com intuito de criar um instituto de apoio a crianças que, como ele, haviam sido vítimas de abuso. Seu substituto foi o ex-Palmetto State Quartet Robert Fulton. Em agosto, mais uma mudança: Jerry Pelfrey deixou o grupo para formar um grupo com sua esposa, chamado The Pelfreys. O substituto foi o ex-The Anchormen Chip Pullen.
Em meados de 2013, foi anunciada uma mini-turnê do Gold City no Brasil, organizada pelo grupo vocal brasileiro Quarteto Gileade. Em 2014, o grupo lançou seu álbum mais recente, Hymns Revival, uma coletânea de hinos tradicionais. Em agosto do mesmo ano, Tim Riley sofreu um leve AVC durante uma das viagens do grupo, e acabou sendo afastado das atividades do grupo para se recuperar. Vários baixos se revezaram no posto (visto que não era um afastamento definitivo), como Jeff Chapman (Kingdom Heirs) e Christian Davis (Dailey & Vincent), entretanto, seu substituto mais recorrente era Chris West, irmão do segundo tenor Craig West, que passou pelo grupo em 2010.
No final de 2014 foi dada como oficial a substituição de Riley por West, visto que as sequelas do AVC, apesar de leves, não permitiam que Riley voltasse em definitivo. Em maio de 2015, o grupo apresentou-se pela primeira vez no Brasil. Foram três apresentações: duas em São Paulo (29 e 30 de maio) e uma em Rio Verde, Goiás (31 de maio). A formação que veio ao Brasil era composta pelo tenor Robert Fulton, o lead Chip Pullen, o barítono Daniel Riley, o baixo Chris West e o pianista Bryan Elliott.
Em agosto de 2015, o grupo anunciou a contratação de Thomas Nalley, até então integrante do LeFevre Quartet como novo primeiro tenor, substituindo Robert Fulton.
Em abril de 2016, o grupo passou por uma série de dificuldades, com as mortes de Barbara Riley, esposa de Tim Riley e mãe de Daniel Riley, e de Sammy West, pai de Chris West, baixo do grupo, numa mesma semana, sendo seguidas do anúncio da saída de Chip Pullen do grupo. Como seu substituto, foi contratado Scott Brand.
Em junho de 2018, Bryan Elliott anuncia saída do quarteto, seu substituto sendo G.W. Southard. No início de 2020, Scott Brand deixou o grupo, e foi substituído por Bruce Taliaferro, que já havia cantado no grupo entre 2008 e 2010.

## Integrantes e Formações
- Ver artigo principal: Lista de membros de Gold City.

## Discografia
- Ver artigo principal: Discografia de Gold City.

## Prêmios e Honrarias

### Singing News Fan Award
O Singing News Fan Award é um prêmio concedido pela Singing News Magazine, revista especializada do gênero, aos artistas escolhidos pelo público. O prêmio é concedido desde 1970, e desde 1988 o Gold City já recebeu 22 prêmios coletivos, e seus integrantes receberam 45 prêmios individuais em suas passagens pelo grupo, distribuídos em diversas categorias:

#### Prêmios Coletivos
Grupo Favorito
- 6 vezes (1988, 1989, 1990, 1991, 1992 e 1993)

Quarteto Masculino Tradicional Favorito
- 3 vezes (2000, 2001 e 2003)

Álbum do Ano (5 vezes)
- Movin' Up (1989)
- Windows Of Home (1991)
- Pillars Of Faith (1992 e 1993)
- Are You Ready (2001)

Canção do Ano (3 vezes)
- When I Get Carried Away (1987)
- Midnight Cry (1988)
- There Rose a Lamb (1993)

Banda Favorita
- 2 vezes (1998 e 2000)

Video Favorito (3 vezes)
- Moving Up To Gloryland (1988)
- Movin' Up (1989)
- Kings Gold Vol. 1 (1992) - Em parceria com Kingsmen Quartet

NOTA: Os anos mencionados referem-se ao ano em que o prêmio foi recebido, e não à data do lançamento do álbum ou canção.

#### Prêmios Individuais
1º Tenor Favorito
- Brian Free (1988, 1989, 1990, 1991, 1992 e 1993)
- Jay Parrack (2000 e 2001)

2º Tenor Favorito
- Ivan Parker (1988, 1989, 1990, 1991, 1992 e 1993)
- Jonathan Wilburn (2000, 2001, 2003, 2004 e 2005)

Barítono Favorito
- Mike LeFevre (1989, 1990 e 1991)
- Mark Trammell (2000 e 2001)

Baixo Favorito
- Tim Riley (1989, 1990, 1991, 2000, e 2001)

Músico Favorito
- Garry Jones (1990 e 1991)

Cantor Favorito
- Brian Free (1987)
- Ivan Parker (1989, 1990, 1991, 1992 e 1993)

Artista Revelação Individual
- Jay Parrack (1994)
- David Hill (1995)

Artista Jovem Favorito
- Brian Free (1989 e 1991)
- Jay Parrack (1996, 1997, 1998 e 1999)

NOTA: Esta seção menciona apenas os prêmios recebidos por integrantes do Gold City enquanto estavam com o grupo. Brian Free, Ivan Parker e Mark Trammell possuem outros prêmios devido a suas performances solo e/ou com outros grupos.

### Templeton/Norcross Award e Southern Gospel Music Hall Of Fame
Em 1996, Tim Riley recebeu o prêmio Templeton/Norcross, concedido àqueles que prestaram serviço significativo à Southern Gospel Music. Em 2013, Riley foi induzido também ao Southern Gospel Music Hall Fame por seus mais de 40 anos de carreira, bem como pela influência exercida no gênero. Em maio de 2017, o grupo foi induzido ao Gospel Music Hall of Fame, da Gospel Music Association, por seus 37 anos de carreira, bem como por sua influência na música gospel americana.